# Leloaloa
Leloaloa is een plaats op Amerikaans-Samoa. De plaats ligt in de county Ma'Oputasi in het Oostelijk district van het eiland Tutuila.

## Geboren
- Tulsi Gabbard (1981), politica